# Rudolf Bernhard
Rudolf Bernhard Conrath, né le 26 mars 1901 à Bâle et mort le 21 octobre 1962 à Zurich, est un acteur suisse.

## Biographie
Rudolf Bernhard suit d'abord une formation d'opticien-lunetier. Il fait ses premières expériences d'acteur auprès de Karl Valentin à Munich et dans le Kabarett der Komiker à Berlin. Il tient son premier grand rôle en 1926 au théâtre de Karl Küchlin à Bâle puis fait des tournées. Il forme un duo sur scène avec Fredy Scheim.
En 1941, il fonde à Zurich son théâtre qui accueillera jusqu'à 7 000 personnes en 1962. On y voit des acteurs comme Emil Hegetschweiler, Schaggi Streuli, Fredy Scheim, Alfred Rasser, Leopold Biberti, Heinrich Gretler, Walter Roderer, Zarli Carigiet ou Peter W. Staub.
Il joue au cinéma sous la direction de Leopold Lindtberg et Franz Schnyder. Il joue aussi en compagnie de Fredy Scheim.

## Filmographie
- 1939 : L'Inspecteur Studer
- 1940 : Les Lettres d'amour
- 1941 : Gilberte de Courgenay
- 1941 : Der letzte Postillon vom St. Gotthard
- 1941 : Bider der Flieger
- 1942 : Gens qui passent
- 1950 : Es liegt was in der Luft
- 1953 : Die Venus von Tivoli
- 1956 : La Fée du Bodensee
- 1956 : S'Waisechind vo Engelberg
- 1957 : Heiraten verboten (de)

## Source de la traduction
- (de) Cet article est partiellement ou en totalité issu de l’article de Wikipédia en allemand intitulé « Rudolf Bernhard » (voir la liste des auteurs).